# Sybra carinipennis
Sybra carinipennis är en skalbaggsart som beskrevs av Stefan von Breuning 1956. Sybra carinipennis ingår i släktet Sybra och familjen långhorningar. Inga underarter finns listade i Catalogue of Life.